# Михайловский (Липецкая область)
Миха́йловский — посёлок Меньшеколодезского сельского поселения Долгоруковского района Липецкой области.

## География
Посёлок находится в южной части Долгоруковского района, в 12 км к юго-востоку от райцентра Долгоруково. Располагается на левом берегу реки Лух.

## История
Михайловский основан в 1920-х годах. Название возможно по имени первого поселенца или бывшего владельца здешних земель.
Упоминается в переписи населения СССР 1926 года, в нём 10 дворов, 61 житель. В 1932 году отмечается 74 жителя.
С 1928 года в составе вновь образованного Долгоруковского района Елецкого округа Центрально-Чернозёмной области. После разделения ЦЧО в 1934 году Долгоруковский район вошёл в состав Воронежской, в 1935 — Курской, а в 1939 году — Орловской области. С 6 января 1954 года в составе Долгоруковского района Липецкой области.

## Население
| 2010 |
| ---- |
| 0    |

## Транспорт
Грунтовыми дорогами связан с деревнями Изубриевка 2-я, Ивановка 2-я, Большой Колодезь и Дмитриевка 1-я.